# Замена за крв
Замена за крв (која се назива и вештачка крв) је супстанца која се користи за имитирање и испуњавање неких функција биолошке крви. Њен циљ је да понуди алтернативу трансфузији крви или пренос производа на бази крви са једне особе на другу. 
Иако још увек не постоје добро прихваћене замене за крв са кисеоником, што је типичан циљ трансфузије црвених крвних зрнаца, данас постоје различити експандери запремине без крви за случајеве када је потребна само надокнада запремину циркулишучег волумена. Ова супстанца помажу лекарима и хирурзима да избегну ризик од преношења болести и супресију имунитета, привремено реше хроничну несташицу давалаца крви и реагују на забринутост Јеховиних сведока и других који имају религиозне примедбе на трансфузију крви.
Покушај да се развије одржива замена за крв траје више од 7 деценија. Ови напори су се у суштини фокусирали на способност црвених крвних зрнаца да преносе кисеоник. Дакле, већина производа који су у напредној фази клиничких испитивања су деривати хемоглобина и познати су као носачи кисеоника на бази хемоглобина (HBOC) и носачи кисеоника на бази перфлуороугљеника (PFBOC).
Међутим, до данас, ниједна крвна замена за пренос кисеоника није одобрена за употребу од стране америчке Управе за храну и лекове (ФДА). Ова чињеница наглашава не само изазове који постоје у формулисању ефикасне замене за крв, већ и огроман потенцијал који постоји у овој области медицине.

## Историја
Након што је Вилијам Харви открио крвне путеве 1616. године, многи људи су покушали да користе течности као што су пиво, мокраћа, млеко и крв нељудских животиња као замену за хуману крв. Сер Кристофер Рен (у  17. веку ) предложио је вино и опијум као замену за крв.  
Почетком  20. века , развој модерне трансфузионе медицине започет радом Ландстеинера и његових коаутора отворена је могућност разумевања општег принципа серологије крвних група.  Истовремено, значајан напредак је направљен и у областима физиологије срца и циркулације, као и у разумевању механизма транспорта кисеоника и оксигенације ткива. 
Ограничења у примени трансфузијске медицине, посебно у катастрофалним ситуацијама као што је Други светски рат, поставила су основу за убрзана истраживања у области замене крви.   Рани покушаји и оптимизам у развоју замене за крв врло брзо су наишли на значајне нежељене ефекте, који се нису могли брзо елиминисати због нивоа знања и технологије доступних у то време. 
Појава ХИВ- а 1980-их обновила је подстицај за развој безбедних крвних замена без могућности премошења инфекције.  Забринутост јавности за безбедност снабдевања крвљу додатно је повећана због болести лудих крава. Континуирани пад давалаца крви у комбинацији са повећаном потражњом за трансфузијом крви (повећано старење становништва, повећана учесталост инвазивних дијагноза, хемотерапије и опсежних хируршких интервенција, терористичких напада, међународних војних сукоба) и процене Позитивне повратне информације од инвеститори у биотехнолошку грану створили су позитиван амбијент за даљи развој замена за крв.

## Физиологија транспорта кисеоника
Један грам хемоглобина одраслих везује се за 1,39 милилитара кисеоника. Крива дисоцијације оксихемоглобина има карактеристичан сигмоидни облик због кооперативног ефекта који постоји између вишеструких места везивања кисеоника на молекулу хемоглобина. 
Фактори који модификују способност хемоглобина да везује кисеоник укључују:
- телесну температуру,
- пХ вредност крви,
- концентрацију 2,3-дифосфоглицерата (2,3-ДПГ).

## Идеалне особине замене за крв
Најважнији нежељени ефекти трансфузије крви односе се на антигеност крви даваоца и њену способност да пренос инфекције. Према томе, идеална крвна замена требало би:
- да поседује недостатак антигеност,
- да може да елиминише, или бар значајно смањи, способност преношења инфекција,
- да буде лако доступан,
- да има дуг полу-живот
- да се може чувати на собној температури,
- да укључују разумну количину кисеоника, у поређењу са нормалним људским црвеним крвним зрнцима.

## Општа разматрања
Напори да се развију замене за крв вођени су жељом да се замени трансфузија крви:
- у хитним ситуацијама,

- на местима где су заразне болести ендемске,

- где је велики  ризик од контаминираних крвних продуката висок,

- где може недостајати хлађење за очување крви.

- када није могуће проналажење подударања крвних група.

У том смислу истраживања су фокусирали на молекуле који могу да преносе кисеоник, а већина радова је била усмерена на рекомбинантни хемоглобин, који иначе носи кисеоник, и перфлуороугљенике (ПФУ), хемијска једињења која могу да преносе и ослобађају кисеоник.
Прва одобрена замена крви која носи кисеоник био је производ на бази перфлуороугљеника под називом Флуосол-ДА-20, произведена у Јапану. Одобрена је од стране Управе за храну и лекове (ФДА) 1989. Међутим због ограниченог успеха, сложености употребе и нежељених ефеката, повучен је из употреб 1994. године. И поред тога, Флуосол-ДА остаје једини терапеутски лек за кисеоник који је ФДА икада у потпуности одобрила. Од 2017. године у многим земљама није одобрен ниједан производ на бази хемоглобина.

## Епилог
Упркос дугогодишњим истраживањима, идеална замена за крв и даље измиче истраживачима. Већина почетних покушаја да се синтетишу замене за крв није успела због значајних штетних ефеката. Међутим, континуирано истраживање нам је помогло да боље разумемо физиологију црвених крвних зрнаца и интеракције еритроцита са њиховим окружењем. Ово је помогло у развоју новијих производа који немају значајна вазоактивна својства, као што су једињења прве генерације.
Како се боље замене за крв буду развијале и ушле у рутинску клиничку употребу, потреба за трансфузијом крви у оперативним и трауматским условима ће се смањити. Производња замена за крв у великим размерама би такође помогла да се задовољи очекивани пораст потражње за крвљу како становништво стари и како се тима и број давалаца крви смањује.